# Staatsgerichtshof (Liechtenstein)
Der Staatsgerichtshof (StGH) des Fürstentums Liechtenstein ist das liechtensteinische Verfassungsgericht mit Sitz in Vaduz. Er besteht seit 1925 und ist ein allen übrigen Verfassungsorganen gegenüber selbständiger und unabhängiger Gerichtshof des öffentlichen Rechts.

## Rechtsgrundlage
Gesetz vom 27. November 2003 über den Staatsgerichtshof (StGHG), LGBl 32/2004.

## Zusammensetzung
Der Staatsgerichtshof besteht aus fünf Richtern und fünf Ersatzrichtern (Art. 1 Abs. 3 StGHG), die alle nebenamtlich tätig sind. 
Die Amtsdauer der Richter und der Ersatzrichter des Staatsgerichtshofes beträgt fünf Jahre (Art. 3 Abs. 1 StGHG).
Vorbehaltlich seines Rücktrittsrechtes kann ein Richter des Staatsgerichtshofes nur vom Staatsgerichtshof selbst im Amt eingestellt oder vom Amt enthoben werden (Art. 12 Abs. 1 StGHG).
Der Staatsgerichtshof gibt sich selbst eine Geschäftsordnung (Art 14 StGHG).
Der Präsident des Staatsgerichtshofes und die Mehrheit der Richter müssen das Liechtensteinische Landesbürgerrecht (Staatsangehörigkeit) besitzen.
Die Richter des Staatsgerichtshofes sind, Stand November 2018:
- Hilmar Hoch, Präsident seit 2018, zuvor seit 1993 Richter und seit 2005 stellvertretender Präsident
- Christian Ritter, stellvertretender Präsident seit 2018, zuvor seit 2015 Richter
- Peter Bussjäger, seit 2009, zuvor seit 2005 Richter des Verwaltungsgerichtshofes
- Bernhard Ehrenzeller, seit 2012, zuvor seit 2000 Ersatzrichter
- Markus Wille, seit 2018, zuvor seit 2008 Ersatzrichter

## Aufgaben
Als Verfassungsgerichtshof des Fürstentums Liechtenstein wacht der Staatsgerichtshof darüber, dass sämtliche Behörden die in der Verfassung garantierten Grundrechte einhalten. Hauptaufgaben:
- Schutz der verfassungsmässig gewährleisteten Rechte;
- Prüfung der Verfassungsmässigkeit von Gesetzen und Staatsverträgen sowie der Verfassungs-, Gesetz- und Staatsvertragsmässigkeit von Verordnungen;
- Entscheidung über Kompetenzkonflikte zwischen Gerichten und Verwaltungsbehörden;
- Entscheidung über Wahlbeschwerden;
- Entscheidung über Ministeranklagen;
- Wahrung von weiteren, aufgrund der Verfassung durch Gesetz näher bestimmten Aufgaben.

## Prüfung von Staatsverträgen
Die Kompetenz des Staatsgerichtshofes zur nachträglichen Prüfung der Verfassungsmässigkeit von Staatsverträgen oder einzelnen Bestimmungen von Staatsverträgen (Art 22 StGHG), die vom Fürstentum Liechtenstein bereits rechtsverbindlich abgeschlossen wurden, ist in der Lehre strittig, da im Völkerrecht u. a. der Grundsatz Pacta sunt servanda gilt (vgl. dazu auch die «Schubert-Praxis» des schweizerischen Bundesgerichts).
Diese Prüfungskompetenz des Staatsgerichtshofes wird insbesondere im Hinblick auf die Einbindung des Fürstentums im Europäischen Wirtschaftsraum (EWR) als sehr problematisch angesehen. Nach Art 23 Abs. 1 StGHG kann der Staatsgerichtshof, wenn er die Feststellung trifft, dass ein Staatsvertrag oder einzelne seiner Bestimmungen mit der Verfassung unvereinbar sind, die innerstaatliche Verbindlichkeit aufheben. Dies könnte zu einer nachträglichen Prüfungskompetenz hinsichtlich des EWR-Rechts durch ein innerstaatliches Gericht führen und den Anwendungsvorrang des EWR-Rechts aushebeln.